# George W. Jones (Iowa szenátora)
George W. Jones (Vincennes, 1804. április 12. – Dubuque, 1896. július 22.) az Amerikai Egyesült Államok szenátora (Iowa, 1848–1859).